# Hydrillodes vexillifera
Hydrillodes vexillifera är en fjärilsart som beskrevs av George Francis Hampson. Hydrillodes vexillifera ingår i släktet Hydrillodes och familjen nattflyn. Inga underarter finns listade i Catalogue of Life.